# Eleccions regionals italianes de 1990
Les eleccions per a renovar els Consells regionals de les Regions d'Itàlia se celebraren el 6 de maig de 1990. Es va votar a quinze regions: Abruços, Basilicata, Calàbria, Campània, Emília-Romanya, Laci, Ligúria, Llombardia, Marques, Molise, Piemont, Pulla, Toscana, Úmbria, Vèneto.

## Piemont
| Partits                                          | Vots      | Vots (%) | escons |
| ------------------------------------------------ | --------- | -------- | ------ |
| Democràcia Cristiana Italiana (DC)               | 814.359   | 27,9     | 18     |
| Partit Comunista Italià (PCI)                    | 663.468   | 22,8     | 14     |
| Partit Socialista Italià (PSI)                   | 445.768   | 15,3     | 9      |
| Lliga Llombarda                                  | 148.450   | 5,1      | 3      |
| Partit Liberal Italià (PLI)                      | 120.677   | 4,1      | 2      |
| Partit Republicà Italià (PRI)                    | 116.344   | 4,0      | 2      |
| Llista Verda                                     | 113.760   | 3,9      | 2      |
| Moviment Social Italià - Dreta Nacional (MSI-DN) | 104.851   | 3,6      | 2      |
| Partit Socialista Democràtic Italià (PSDI)       | 92.559    | 3,2      | 2      |
| Verdi Arcobaleno                                 | 80.492    | 2,8      | 2      |
| Lliga Antiprohibicionista de la Droga            | 33.718    | 1,1      | 1      |
| Democràcia Proletària (DP)                       | 30.927    | 1,1      | 1      |
| altres                                           | 148.787   | 5,1      | 2      |
| Total                                            | 2.914.160 | 100,00   | 60     |

Amb aquests resultats fou elegit president el democristià Gian Paolo Brizio.

## Llombardia
| Partits                                          | Vots      | Vots (%) | escons |
| ------------------------------------------------ | --------- | -------- | ------ |
| Democràcia Cristiana Italiana (DC)               | 1.784.634 | 28,6     | 25     |
| Lliga Llombarda                                  | 1.183.493 | 18,9     | 15     |
| Partit Comunista Italià (PCI)                    | 1.172.059 | 18,8     | 15     |
| Partit Socialista Italià (PSI)                   | 892.998   | 14,3     | 12     |
| Llista Verda                                     | 213.529   | 3,4      | 2      |
| Partit Republicà Italià (PRI)                    | 160.985   | 2,6      | 2      |
| Moviment Social Italià - Dreta Nacional (MSI-DN) | 158.614   | 2,5      | 2      |
| Verdi Arcobaleno                                 | 113.824   | 1,8      | 1      |
| Partit Socialista Democràtic Italià (PSDI)       | 103.188   | 1,7      | 1      |
| Partit Liberal Italià (PLI)                      | 88.308    | 1,4      | 1      |
| Democràcia Proletària (DP)                       | 73.451    | 1,2      | 1      |
| Lliga Antiprohibicionista de la Droga            | 62.356    | 1,0      | 1      |
| altres                                           | 240.539   | 3,8      | 2      |
| Total                                            | 6.247.978 | 100,00   | 80     |

El democristià Giuseppe Giovenzana fou confirmat en el càrrec.

## Vèneto
| Partits                                          | Vots      | Vots (%) | escons |
| ------------------------------------------------ | --------- | -------- | ------ |
| Democràcia Cristiana Italiana (DC)               | 1.294.996 | 42,4     | 27     |
| Partit Comunista Italià (PCI)                    | 475.342   | 15,6     | 10     |
| Partit Socialista Italià (PSI)                   | 419.087   | 13,7     | 8      |
| Llista Verda - Verdi Arcobaleno                  | 217.440   | 7,1      | 4      |
| Lliga Vèneta-Lliga Nord (LN)                     | 180.676   | 5,9      | 3      |
| Moviment Social Italià - Dreta Nacional (MSI-DN) | 83.225    | 2,7      | 1      |
| Partit Republicà Italià (PRI)                    | 77.932    | 2,6      | 1      |
| Partit Socialista Democràtic Italià (PSDI)       | 65.424    | 2,1      | 1      |
| Partit Liberal Italià (PLI)                      | 48.767    | 1,6      | 1      |
| Cacera Pesca Ambient (CPA)                       | 47.289    | 1,6      | 1      |
| Lliga Antiprohibicionista de la Droga            | 33.974    | 1,1      | 1      |
| Democràcia Proletària (DP)                       | 25.720    | 0,8      | -      |
| altres                                           | 85.734    | 2,8      | 2      |
| Total                                            | 3.505.606 | 100,00   | 60     |

El democristià Gianfranco Cremonese és confirmat en el càrrec.

## Ligúria
| Partits                                          | Vots      | Vots (%) | escons |
| ------------------------------------------------ | --------- | -------- | ------ |
| Partit Comunista Italià (PCI)                    | 330.029   | 28,4     | 12     |
| Democràcia Cristiana Italiana (DC)               | 320.412   | 27,5     | 12     |
| Partit Socialista Italià (PSI)                   | 163.512   | 14,1     | 6      |
| Lliga Llombarda                                  | 71.311    | 6,1      | 2      |
| Llista Verda - Verdi Arcobaleno                  | 66.740    | 5,7      | 2      |
| Partit Republicà Italià (PRI)                    | 47.728    | 4,1      | 1      |
| Moviment Social Italià - Dreta Nacional (MSI-DN) | 39.276    | 3,4      | 1      |
| Partit Liberal Italià (PLI)                      | 34.930    | 3,0      | 1      |
| Partit Socialista Democràtic Italià (PSDI)       | 26.503    | 2,3      | 1      |
| Lliga Antiprohibicionista de la Droga            | 16.429    | 1,4      | 1      |
| Democràcia Proletària (DP)                       | 12.000    | 1,0      | -      |
| altres                                           | 34.426    | 3,0      | 1      |
| Total                                            | 1.163.296 | 100,00   | 40     |

Després d'una crisi institucional, és nomenat president regional el democristià Giacomo Gualco.

## Emília-Romanya
| Partits                                          | Vots      | Vots (%) | escons |
| ------------------------------------------------ | --------- | -------- | ------ |
| Partit Comunista Italià (PCI)                    | 1.231.631 | 42,1     | 23     |
| Democràcia Cristiana Italiana (DC)               | 683.979   | 23,4     | 13     |
| Partit Socialista Italià (PSI)                   | 362.319   | 12,4     | 6      |
| Partit Republicà Italià (PRI)                    | 140.144   | 4,8      | 2      |
| Llista Verda                                     | 97.676    | 3,3      | 1      |
| Moviment Social Italià - Dreta Nacional (MSI-DN) | 88.718    | 3,0      | 1      |
| Lliga Llombarda                                  | 85.379    | 2,9      | 1      |
| Partit Socialista Democràtic Italià (PSDI)       | 55.244    | 1,9      | 1      |
| Verdi Arcobaleno                                 | 46.770    | 1,6      | 1      |
| Partit Liberal Italià (PLI)                      | 42.916    | 1,5      | 1      |
| Lliga Antiprohibicionista de la Droga            | 30.365    | 1,0      | -      |
| Democràcia Proletària (DP)                       | 24.146    | 0,8      | -      |
| altres                                           | 39.009    | 1,3      | -      |
| Total                                            | 2.928.296 | 100,00   | 50     |

Un acordo PCI-PSI porta al socialista Enrico Boselli a presidir el govern regional.

## Toscana
| Partits                                          | Vots      | Vots (%) | escons |
| ------------------------------------------------ | --------- | -------- | ------ |
| Partit Comunista Italià (PCI)                    | 986.513   | 39,8     | 22     |
| Democràcia Cristiana Italiana (DC)               | 642.623   | 25,9     | 14     |
| Partit Socialista Italià (PSI)                   | 337.719   | 13,6     | 6      |
| Llista Verda - Verdi Arcobaleno                  | 93.945    | 3,8      | 2      |
| Partit Republicà Italià (PRI)                    | 85.784    | 3,5      | 1      |
| Moviment Social Italià - Dreta Nacional (MSI-DN) | 82.295    | 3,3      | 1      |
| Cacera, Pesca, Ambient (CPA)                     | 76.202    | 3,1      | 1      |
| Partit Socialista Democràtic Italià (PSDI)       | 39.863    | 1,6      | 1      |
| Democràcia Proletària (DP)                       | 26.805    | 1,1      | 1      |
| Partit Liberal Italià (PLI)                      | 25.872    | 1,0      | 1      |
| Lliga Antiprohibicionista de la Droga            | 24.024    | 1,0      | -      |
| Lliga Llombarda                                  | 20.657    | 0,8      | -      |
| altres                                           | 35.865    | 1,5      | -      |
| Total                                            | 2.478.167 | 100,00   | 50     |

Marco Marcucci (PCI) és nomenat president regional.

## Úmbria
| Partits                                          | Vots    | Vots (%) | escons |
| ------------------------------------------------ | ------- | -------- | ------ |
| Partit Comunista Italià (PCI)                    | 221.330 | 38,3     | 12     |
| Democràcia Cristiana Italiana (DC)               | 158.727 | 27,5     | 9      |
| Partit Socialista Italià (PSI)                   | 92.802  | 16,1     | 5      |
| Moviment Social Italià - Dreta Nacional (MSI-DN) | 25.664  | 4,4      | 1      |
| Cacera, Pesca, Ambient (CPA)                     | 19.078  | 3,3      | 1      |
| Partit Republicà Italià (PRI)                    | 15.910  | 2,8      | 1      |
| Llista Verda                                     | 12.467  | 2,2      | 1      |
| Verdi Arcobaleno                                 | 8.001   | 1,4      | -      |
| Democràcia Proletària (DP)                       | 7.081   | 1,2      | -      |
| Partit Socialista Democràtic Italià (PSDI)       | 6.843   | 1,2      | -      |
| Partit Liberal Italià (PLI)                      | 4.358   | 0,8      | -      |
| Lliga Llombarda                                  | 1.370   | 0,2      | -      |
| altres                                           | 3.434   | 0,6      | -      |
| Total                                            | 577.065 | 100,00   | 30     |

El comunista Francesco Mandarini fou confirmat com a president regional.

## Marques
| Partits                                          | Vots    | Vots (%) | escons |
| ------------------------------------------------ | ------- | -------- | ------ |
| Democràcia Cristiana Italiana (DC)               | 359.360 | 36,3     | 15     |
| Partit Comunista Italià (PCI)                    | 296.838 | 30,0     | 13     |
| Partit Socialista Italià (PSI)                   | 125.510 | 12,7     | 5      |
| Moviment Social Italià - Dreta Nacional (MSI-DN) | 38.880  | 3,9      | 1      |
| Partit Republicà Italià (PRI)                    | 36.706  | 3,7      | 1      |
| Llista Verda                                     | 34.370  | 3,5      | 1      |
| Partit Socialista Democràtic Italià (PSDI)       | 24.549  | 2,5      | 1      |
| Cacera, Pesca, Ambient (CPA)                     | 20.700  | 2,1      | 1      |
| Partit Liberal Italià (PLI)                      | 16.736  | 1,7      | 1      |
| Verdi Arcobaleno                                 | 14.026  | 1,4      | 1      |
| Democràcia Proletària (DP)                       | 9.570   | 0,9      | -      |
| Lliga Antiprohibicionista de la Droga            | 8.945   | 0,9      | -      |
| Lliga Llombarda                                  | 2.440   | 0,2      | -      |
| altres                                           | 1.734   | 0,2      | -      |
| Total                                            | 990.364 | 100,00   | 40     |

Rodolfo Giampaoli (DC) és nomenat president de la regió.

## Laci
| Partits                                          | Vots      | Vots (%) | escons |
| ------------------------------------------------ | --------- | -------- | ------ |
| Democràcia Cristiana Italiana (DC)               | 1.123.076 | 34,4     | 22     |
| Partit Comunista Italià (PCI)                    | 776.485   | 23,8     | 15     |
| Partit Socialista Italià (PSI)                   | 464.958   | 14,3     | 9      |
| Moviment Social Italià - Dreta Nacional (MSI-DN) | 213.174   | 6,5      | 4      |
| Partit Republicà Italià (PRI)                    | 155.179   | 4,8      | 3      |
| Llista Verda                                     | 125.460   | 3,9      | 2      |
| Partit Socialista Democràtic Italià (PSDI)       | 90.300    | 2,8      | 2      |
| Verdi Arcobaleno                                 | 78.683    | 2,4      | 1      |
| Lliga Antiprohibicionista de la Droga            | 58.756    | 1,8      | 1      |
| Partit Liberal Italià (PLI)                      | 58.720    | 1,8      | 1      |
| Democràcia Proletària (DP)                       | 30.165    | 0,9      | -      |
| Cacera, Pesca, Ambient (CPA)                     | 19.735    | 0,6      | -      |
| Lliga Llombarda                                  | 5.872     | 0,2      | -      |
| altres                                           | 59.845    | 1,8      | -      |
| Total                                            | 3.134.948 | 100,00   | 60     |

Rodolfo Gigli (DC) és nomenat president.

## Abruços
| Partits                                          | Vots    | Vots (%) | escons |
| ------------------------------------------------ | ------- | -------- | ------ |
| Democràcia Cristiana Italiana (DC)               | 395.036 | 46,6     | 20     |
| Partit Comunista Italià (PCI)                    | 173.665 | 20,5     | 8      |
| Partit Socialista Italià (PSI)                   | 124.102 | 14,7     | 6      |
| Moviment Social Italià - Dreta Nacional (MSI-DN) | 31.776  | 3,8      | 1      |
| Partit Republicà Italià (PRI)                    | 28.875  | 3,4      | 1      |
| Partit Socialista Democràtic Italià (PSDI)       | 23.817  | 2,8      | 1      |
| Partit Liberal Italià (PLI)                      | 19.333  | 2,3      | 1      |
| Llista Verda                                     | 17.622  | 2,1      | 1      |
| Lliga Antiprohibicionista de la Droga            | 15.396  | 1,8      | 1      |
| Verdi Arcobaleno                                 | 7.682   | 0,9      | -      |
| Democràcia Proletària (DP)                       | 5.948   | 0,7      | -      |
| Cacera, Pesca, Ambient (CPA)                     | 1.981   | 0,2      | -      |
| Lliga Llombarda                                  | 1.567   | 0,2      | -      |
| Total                                            | 846.800 | 100,00   | 40     |

El democristià Rocco Salini és nomenat president.

## Molise
| Partits                                          | Vots    | Vots (%) | escons |
| ------------------------------------------------ | ------- | -------- | ------ |
| Democràcia Cristiana Italiana (DC)               | 130.137 | 58,9     | 19     |
| Partit Comunista Italià (PCI)                    | 31.432  | 14,2     | 4      |
| Partit Socialista Italià (PSI)                   | 26.391  | 12,0     | 4      |
| Partit Socialista Democràtic Italià (PSDI)       | 7.705   | 3,5      | 1      |
| Moviment Social Italià - Dreta Nacional (MSI-DN) | 7.287   | 3,3      | 1      |
| Partit Republicà Italià (PRI)                    | 6.615   | 3,0      | 1      |
| Partit Liberal Italià (PLI)                      | 5.642   | 2,6      | -      |
| Llista Verda - Verdi Arcobaleno                  | 3065    | 0,5      | -      |
| Democràcia Proletària (DP)                       | 1.211   | 0,5      | -      |
| Lliga Antiprohibicionista de la Droga            | 906     | 0,4      | -      |
| Lliga Llombarda                                  | 398     | 0,2      | -      |
| Total                                            | 220.789 | 100,00   | 30     |

És nomenat president Enrico Santoro (DC).

## Campània
| Partits                                          | Vots      | Vots (%) | escons |
| ------------------------------------------------ | --------- | -------- | ------ |
| Democràcia Cristiana Italiana (DC)               | 1.325.686 | 40,8     | 25     |
| Partit Socialista Italià (PSI)                   | 616.681   | 19,0     | 12     |
| Partit Comunista Italià (PCI)                    | 542.496   | 16,7     | 10     |
| Partit Socialista Democràtic Italià (PSDI)       | 161.022   | 5,0      | 3      |
| Moviment Social Italià - Dreta Nacional (MSI-DN) | 159.787   | 4,9      | 3      |
| Partit Republicà Italià (PRI)                    | 155.550   | 4,8      | 3      |
| Llista Verda                                     | 86.847    | 2,7      | 2      |
| Partit Liberal Italià (PLI)                      | 81.484    | 2,5      | 1      |
| Verdi Arcobaleno                                 | 43.201    | 1,3      | 1      |
| Lliga Antiprohibicionista de la Droga            | 28.430    | 0,9      | -      |
| Democràcia Proletària (DP)                       | 26.430    | 0,8      | -      |
| Lliga Llombarda                                  | 7.501     | 0,2      | -      |
| altres                                           | 11.413    | 0,4      | -      |
| Total                                            | 3.246.528 | 100,00   | 60     |

El democristià Ferdinando Clemente di San Luca és reescollit president.

## Pulla
| Partits                                          | Vots      | Vots (%) | escons |
| ------------------------------------------------ | --------- | -------- | ------ |
| Democràcia Cristiana Italiana (DC)               | 978.734   | 40,7     | 22     |
| Partit Socialista Italià (PSI)                   | 474.404   | 19,7     | 10     |
| Partit Comunista Italià (PCI)                    | 449.969   | 18,7     | 10     |
| Moviment Social Italià - Dreta Nacional (MSI-DN) | 149.707   | 6,2      | 3      |
| Partit Socialista Democràtic Italià (PSDI)       | 104.055   | 4,3      | 2      |
| Partit Republicà Italià (PRI)                    | 71.554    | 2,2      | 1      |
| Llista Verda                                     | 53.232    | 2,2      | 1      |
| Partit Liberal Italià (PLI)                      | 52.871    | 2,2      | 1      |
| Verdi Arcobaleno                                 | 27.253    | 1,1      | -      |
| Democràcia Proletària (DP)                       | 19.032    | 0,8      | -      |
| Lliga Antiprohibicionista de la Droga            | 17.989    | 0,8      | -      |
| Lliga Llombarda                                  | 6.072     | 0,3      | -      |
| Total                                            | 2.404.932 | 100,00   | 50     |

És nomenat com a president el democristià Michele Bellomo.

## Basilicata
| Partits                                          | Vots    | Vots (%) | escons |
| ------------------------------------------------ | ------- | -------- | ------ |
| Democràcia Cristiana Italiana (DC)               | 185.409 | 47,1     | 15     |
| Partit Comunista Italià (PCI)                    | 75.604  | 19,2     | 6      |
| Partit Socialista Italià (PSI)                   | 70.947  | 18,0     | 6      |
| Partit Socialista Democràtic Italià (PSDI)       | 23.918  | 6,1      | 2      |
| Moviment Social Italià - Dreta Nacional (MSI-DN) | 13.268  | 3,4      | 1      |
| Partit Republicà Italià (PRI)                    | 7683    | 2,0      | -      |
| Partit Liberal Italià (PLI)                      | 5.889   | 1,5      | -      |
| Llista Verda                                     | 3.722   | 0,9      | -      |
| Democràcia Proletària (DP)                       | 2.853   | 0,7      | -      |
| Verdi Arcobaleno                                 | 1.829   | 0,5      | -      |
| Lliga Antiprohibicionista de la Droga            | 1.476   | 0,4      | -      |
| Lliga Llombarda                                  | 631     | 0,2      | -      |
| Total                                            | 393.229 | 100,00   | 30     |

És nomenat president el democristià Antonio Boccia.

## Calàbria
| Partits                                          | Vots      | Vots (%) | escons |
| ------------------------------------------------ | --------- | -------- | ------ |
| Democràcia Cristiana Italiana (DC)               | 451.337   | 38,2     | 16     |
| Partit Socialista Italià (PSI)                   | 263.807   | 22,3     | 9      |
| Partit Comunista Italià (PCI)                    | 230.012   | 19,4     | 8      |
| Partit Socialista Democràtic Italià (PSDI)       | 69.045    | 5,8      | 2      |
| Moviment Social Italià - Dreta Nacional (MSI-DN) | 50.605    | 4,3      | 2      |
| Partit Republicà Italià (PRI)                    | 34.160    | 2,9      | 1      |
| Partit Liberal Italià (PLI)                      | 24.101    | 2,0      | 1      |
| Democràcia Proletària (DP)                       | 14.003    | 1,2      | 1      |
| Llista Verda                                     | 13.030    | 1,1      | -      |
| Verdi Arcobaleno                                 | 11.028    | 0,9      | -      |
| Lliga Antiprohibicionista de la Droga            | 5.142     | 0,4      | -      |
| Lliga Llombarda                                  | 2.928     | 0,3      | -      |
| Total                                            | 1.169.198 | 100,00   | 40     |

El socialista Rosario Olivo fou renovat com a president.